# Meliboeus pygmaeus
Meliboeus pygmaeus es una especie de escarabajo del género Meliboeus, familia Buprestidae. Fue descrita científicamente por Gory & Laporte en 1839.